# Ligne de Lyon-Saint-Paul à Montbrison
La ligne de Lyon-Saint-Paul à Montbrison est une ligne de chemin de fer française traversant les départements du Rhône et de la Loire, en région Auvergne-Rhône-Alpes. Elle a été construite en 1876 par la Compagnie des Dombes et des chemins de Fer du Sud-Est entre les gares de Lyon-Saint-Paul et de Montbrison. Le projet de tram-train de l'Ouest lyonnais a permis la modernisation de sa section ouverte au trafic voyageur régulier, entre Lyon-Saint-Paul et Sain-Bel.
Elle constitue la ligne no 782 000 du réseau ferré national.

## Histoire

### Origine
La création d'une ligne de chemin de fer en accotement de la route départementale no 1 de Lyon à Montbrison est autorisée par une loi du 26 avril 1833. La concession est attribuée par adjudication selon les termes d'une ordonnance du 16 novembre 1834. Elle est adjugée à Monsieur Cherblanc le 6 juin 1835. Le résultat de l'adjudication est confirmé par une ordonnance le 14 septembre 1835. La Société du chemin de fer de Montbrison à Montrond lui est substituée par ordonnance le 31 janvier 1837. Cette ligne est mise en service le 7 mars 1838. Toutefois, la compagnie exploitante fait faillite en 1844, et la concession est abandonnée en 1848.
La Société du chemin de fer de Paris à Lyon par le Bourbonnais est créée par une convention signée entre le ministre des Travaux publics et les compagnies du chemin de fer Grand-Central de France, du chemin de fer de Paris à Lyon et du chemin de fer de Paris à Orléans les 2 février et 6 avril 1855. Cette création est approuvée par décret impérial le 7 avril 1855. Selon une convention signée entre le ministre des Travaux publics et la société le 26 décembre 1855, cette dernière reçoit la concession d'une ligne de Montrond à Montbrison. Cette convention est approuvée par décret à la même date. Toutefois, cette concession ne connaîtra pas de suites, notamment en raison de la dissolution rapide de la Société du chemin de fer de Paris à Lyon par le Bourbonnais à la suite de la faillite de la Compagnie du chemin de fer Grand-Central de France qui entraine notamment la création de la Compagnie des chemins de fer de Paris à Lyon et à la Méditerranée. La convention entre le Ministre des travaux publics et les Compagnie du chemin de fer de Paris à Lyon et Compagnie du chemin de fer de Lyon à la Méditerranée portant constitution de la Compagnie des chemins de fer de Paris à Lyon et à la Méditerranée signée le 11 avril 1857 annule la concession de la ligne de Montbrison à Montrond au profit d'une ligne d'Andrézieux à Montbrison. Cette convention est approuvée par décret le 19 juin 1857.

### Ligne de Lyon à Montbrison
La ligne de Lyon à Montbrison est déclarée d'utilité publique par un décret impérial le 19 juin 1868. Elle est concédée à Messieurs Lucien et Félix Mangini par une convention signée le 8 mai 1869 avec le ministre des Travaux publics. Cette convention est approuvée par un décret impérial le 16 octobre 1869.
La ligne est transférée à la Compagnie des Dombes et des chemins de Fer du Sud-Est, par une convention du 28 février 1872. Cette convention est approuvée par décret le 7 mai suivant .
La ligne a été ouverte en deux étapes, :
- le 10 novembre 1873, un embranchement ferroviaire est ouvert entre la gare de l'Arbresle, située sur la ligne du Coteau à Saint-Germain-au-Mont-d'Or et ouverte en 1866-1868, et Sain-Bel ;
- le 17 janvier 1876, les sections de Montbrison à Sain-Bel par Montrond-les-Bains et de l'Arbresle à Lyon-Saint-Paul sont mises en service à leur tour.

La convention de rachat de la Compagnie des Dombes et des chemins de fer du Sud-Est par la Compagnie des chemins de fer de Paris à Lyon et à la Méditerranée (PLM) signée le 28 juillet 1881 est approuvée par une convention signée entre le ministre des Travaux publics et la compagnie PLM le 26 mai 1883. Cette convention est approuvée par une loi le 20 novembre suivant.
La ligne est fermée au service voyageurs :
- le 7 novembre 1938 de Saint-Foy-l'Argentière à Montbrison ;
- le 6 septembre 1955 de l'Arbresle à Sainte-Foy-l'Argentière[13],[16].

La ligne est fermée au service marchandises :
- le 1er décembre 1950 de Sainte-Foy-l'Argentière à Meys ;
- le 1er décembre 1952 de Meys à Viricelles - Chazelles-sur-Lyon ;
- le 3 avril 1972 de Viricelles - Chazelles-sur-Lyon à Montrond ;
- à une date inconnue « quelques années après l'armistice » de Boisset-le-Cerizet à Grézieux-le-Fromental ;
- en 1941 de Grézieux-le-Fromental à Montbrison[13],[16].

La ligne est déclassée entre Grézieu-le-Fromental et Montbrison par une loi du 30 novembre 1941.
La section entre Boisset-le-Cerizet et Grézieu-le-Fromental (PK 67,573 à 71,798) est déclassée par décret le 12 novembre 1954.
La ligne a été déclassée entre Sainte-Foy-l'Argentière et Viricelles - Chazelles (PK 42,300 à 52,246) par décret le 13 février 1964. La section de Viricelles - Chazelles à Montrond-les-Bains (PK 51,704 à 63,290) a été déclassée par décret le 26 juillet 1973.
La section de l'Arbresle à Sain-Bel a été rouverte au service voyageurs en septembre 1991.

## Caractéristiques

### Tracé
L'origine de la ligne se situe sur la rive droite de la Saône dans le quartier de Saint-Paul, à la gare de Lyon-Saint-Paul, à proximité du centre-ville. La ligne pénètre dès le départ dans le tunnel de Loyasse, surplombe le quartier de Vaise, en desservant le quartier de Gorge-de-Loup, puis traverse la colline de Montriboud par le tunnel des Deux Amants pour atteindre la gare d'Écully-la-Demi-Lune. La ligne ensuite se dirige vers la gare de Tassin où elle croise la ligne de Paray-le-Monial à Givors-Canal (un shunt en amont de la gare de Tassin a été construit ultérieurement). Elle s'insère dans la vallée du ruisseau de Charbonnières desservant la halte du Méridien la Ferrière (déplacée ultérieurement de 800 m en amont au Méridien Lycée), la gare de Charbonnières-les-Bains puis le Casino Lacroix-Laval (halte récente), La Tour-de-Salvagny, prenant la direction nord-ouest pour contourner l'extrémité nord de la chaîne des Monts du Lyonnais. Elle dessert ensuite Lentilly - Charpenay (évitement et halte inaugurés le 4 octobre 2010), Lentilly, passe sur un important viaduc et atteint Fleurieux-sur-l'Arbresle. La ligne descend ensuite dans la vallée de la Brévenne pour entrer en gare de l'Arbresle après un court tunnel.
Elle rejoint à l'Arbresle la ligne du Coteau à Saint-Germain-au-Mont-d'Or, dont elle se détache immédiatement, direction sud-ouest, pour remonter la vallée de la Brévenne et atteindre Sainte-Foy-l'Argentière, puis après un tunnel, la ligne atteignait Viricelles situé dans le bassin de la Loire. Elle continuait dans la plaine du Forez, où elle croisait à Montrond-les-Bains la ligne de Moret - Veneux-les-Sablons à Lyon-Perrache, et traversait ensuite la Loire et après avoir desservi Grézieux-le-Fromental, atteignait la gare de Montbrison où passe la ligne de Clermont-Ferrand à Saint-Just-sur-Loire.

### Statut

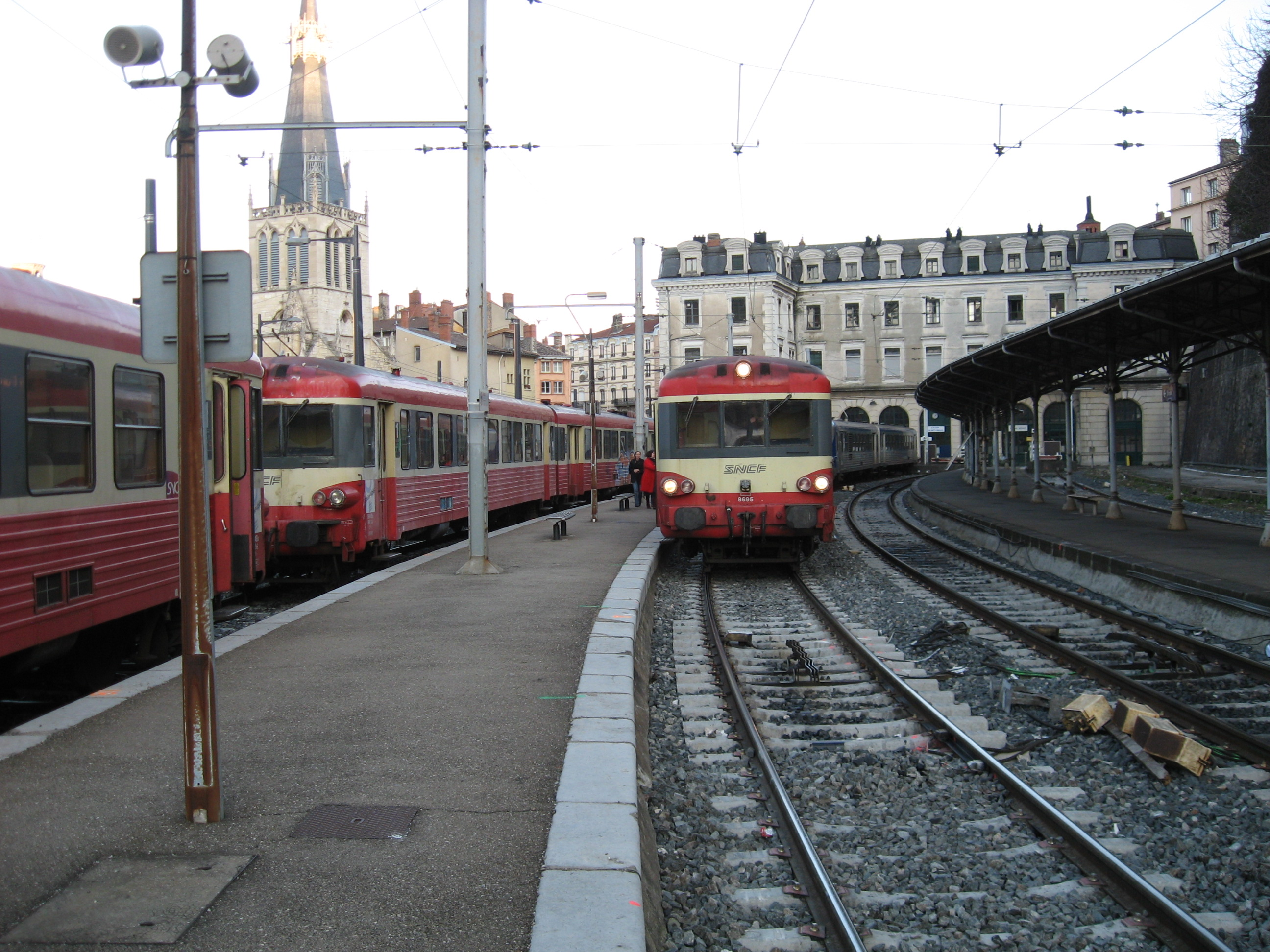
La gare de Lyon-Saint-Paul.

La ligne est à double voie au départ de Lyon-Saint-Paul jusqu'à la gare de Lyon-Gorge-de-Loup, d'où part le raccordement en voie unique de Lyon-Gorge-de-Loup à Lyon-Vaise. Elle est aussi à double voie entre Écully-La-Demi-Lune et Tassin. Sur le reste du parcours, la ligne est en voie unique avec des évitements à Charbonnières-les-Bains, Lentilly - Charpenay, Fleurieux-sur-l'Arbresle et l'Arbresle. La voie est déposée à l'ouest de Sainte-Foy-l'Argentière, sauf entre Montrond-les-Bains et Bellegarde-en-Forez, pour la desserte des carrières de la Loire.

### Sécurité
La ligne est équipée en BAL de Lyon-Saint-Paul à l'Arbresle. Sur l'ensemble de ce tronçon, les voies sont banalisées (parcourables par les trains indifféremment dans les deux sens), sur les parties en voie unique comme à double voie. La section entre l'Arbresle et Sain-Bel est équipée en block manuel.

### Électrification
La ligne a été électrifiée de Lyon-Saint-Paul à Charbonnières en 1,5 kV – CC (comme la ligne classique Paris-Marseille et ses embranchements) le 13 mai 1954. Dans le même temps, elle a été mise à voie unique entre Gorge-de-Loup et Tassin.
À compter de 1984, à la fin de l'exploitation des dernières automotrices électriques Z 7100, l'ensemble des installations électriques a été mis hors tension. Seuls circulent alors les autorails thermiques type EAD. Dans le cadre du projet de tram-train de l'Ouest Lyonnais les installations électriques ont été reconstruites puis prolongées de Charbonnières-les-Bains à Sain-Bel en 2010 (ainsi que créées entre Tassin et Brignais) et la deuxième voie a été rétablie entre Écully-la-Demi-Lune et Tassin.

## Exploitation
De Lyon-Saint-Paul à Tassin, sur six kilomètres, la ligne sert de tronc commun à trois liaisons TER de l'ouest lyonnais :
- Lyon — Sain-Bel, avec une desserte cadencée sur la base de 15 minutes (30 en heures creuses), la moitié des trains en heure pleine terminant à l'Arbresle ;
- Lyon — Lozanne, à la suite d'un problème de sécurité, seulement une rame circule, permettant cinq allers-retours par jour seulement entre Lozanne et Tassin, avec rupture de charge à Tassin pour aller à Lyon ;
- Lyon — Brignais, avec une desserte cadencée sur la base de 30 minutes (1 heure en période creuse).

Depuis le 24 septembre 2012, la desserte voyageur entre Lyon-Saint-Paul et Sain-Bel est progressivement assurée en tram-train de type Citadis Dualis. L'ensemble des lignes Lyon - Sain-Bel et Lyon - Brignais est exploité en tram-train depuis le 8 décembre 2012. Le tronçon Tassin - Lozanne est exploité en autorail type X 73500.
Entre l'Arbresle et Sainte-Foy-l'Argentière circule les dimanches d'été depuis 1989 un train touristique exploité par l'association Chemin de fer touristique de la Brévenne (C.F.T.B.). Entre 1989 et 1998, le train était tracté par une locomotive à vapeur. Ensuite, la rame était tirée par un locotracteur DH N°4 de l'ancien chemin de fer de l'Est de Lyon ou le locotracteur Y 6574 de la série des Y 6400 ex- SNCF.
En 2012, la SNCF interdit l'usage de la portion de la voie ferrée entre la carrière de la Patte et Sainte-Foy-l'Argentière, condamnant ainsi le train touristique à cesser son activité. Fin 2019, le reste de la voie en amont de Sain-Bel est fermé par SNCF Réseau par manque d'entretien. Le transport de granulats depuis la carrière de la Patte est reporté sur la route. A ce jour, la plupart de la voie ferrée entre Sain-Bel et Sainte-Foy-l'Argentière se dégrade peu à peu et la végétation commence à la recouvrir à certains endroits. En 2023, l'association CFTB reprend son activité de train touristique. Après 10 ans de combat, elle a obtenu l'autorisation d'exploiter une courte portion du rail à Sainte-Foy-l'Argentière qui coupée du reste de la voie à cause d'un ponceau ayant cédé en 2016 à la suite d'une inondation.